# 牧田吉明
牧田 吉明（まきた よしあき、1947年〈昭和22年〉3月7日 - 2010年〈平成22年〉5月29日）は、日本の政治活動家。通称は爆弾屋。アナーキスト、新左翼、民族派の活動家

## 経歴
三菱重工業社長として采配を振り、のちに牧田天皇と呼ばれた牧田與一郎の6人きょうだいの末子（4男）として静岡市に生まれる。1950年、東京都新宿区諏訪町（現在の高田馬場）の社宅に移り住み、1959年まで住み続ける。少年時代は昆虫好きの理科少年だった。のち家族と共に世田谷区下馬を経て港区高輪へ転居。
1959年4月、新宿区立戸塚第二小学校を経て、三菱財閥系列の成蹊中学校に入学。テニス部と生物部を経て登山部に入部。成蹊高等学校在学時代は学校に対して反抗的な態度を続けたため、同校卒業生中ただ一人成蹊大学への推薦を拒否され、1965年に一般入試で同大学政治経済学部と文学部に合格し、文学部文化学科に進む。入学と同時に三派系全学連の社会主義学生同盟（社学同）に参加。
成蹊大学自治会の執行委員として、文学部長の金子武蔵と衝突。1965年の暮には国鉄運賃値上げ反対集会で機動隊員に暴行し、初めて逮捕される。家裁送致を経て2泊3日で釈放。風月堂、どん底、ジャズビレッジに入り浸り、中上健次と交際。当時、吉本隆明の『固有時との対話』『転位のための十篇』を愛読し、密かに詩を書いていた。小説を書き、同人誌の主宰を計画したこともある。当時の牧田について、中上健次は「俺らが新宿でフーテンしてて、毎日、毎日、ジャズばっかり聴いていた時代に、牧田はある時突然、登場したんだよね。まるで『風の又三郎』のように」「牧田は、突然、登場して、なんかワァーッと掻き回して、またスッと消える」と述べている。1966年、成蹊高校で2級下だった演劇部の娘に失恋、大学に退学届けを送りつけて四国に遍路の旅をするも、退学届けは不受理になり、その代わりに無届ビラ、立て看、集会、デモ、教師への暴言や唾棄といった学則違反ゆえに無期停学処分を受ける（1966年3月）。このため処分撤回を要求して大学側と闘争、「大学は隠居学者を養うところじゃない」などの挑発的なアジビラを撒いて金子一派を罵倒し、1967年5月に除籍処分を受けた。これに対し、犬用の鎖を自分の首に巻き、それを大学構内の水道栓に結びつけて「処分粉砕」のハンストを17日間敢行し、1967年6月には『週刊バイタリーMATE』創刊号でカバーボーイとして取り上げられるなど、週刊誌の取材を受ける。後には除籍処分撤回を求めて成蹊大学を提訴し、法廷闘争を展開した。
同じ頃、アナーキスト組織背叛社に参加し、フーテン生活を送る。1968年には、新宿駅西口広場にて「爆弾」と大書した張り子を背中に担ぎ、裸でハプニングをしていたこともある。同年6月29日、新宿でフーテンの決起集会を企画し、カンパを募っておきながらポスターと写真の売り上げを持ったまま雲隠れしたとみなされ騒ぎになったのもこの頃のことである（六・二九事件）。牧田はこの事件で首謀者の一人と見なされたが、当人はこれを否定している。また、フーテン仲間と東大の本郷キャンパスに押しかけ、東大元総長・浜尾新の銅像にペンキを塗ったこともある。この時期の牧田を2年近くにわたって撮影し続けたカメラマンの福島菊次郎は「生真面目で実に純粋だった。すれていないボンボンだから、調子のいい奴にずいぶんたかられてもいましたねえ……」と語っている。
1968年2月24日の金嬉老逮捕に際しては、新宿駅西口に新聞紙で大きなダイナマイトのオブジェを作り、それに自らの身体を縛りつけ、テープレコーダーで金嬉老の声を流すというパフォーマンスを行う。同年3月4日、新宿の書店で本を万引きして逮捕され、「本が欲しかったのではなく、警察官の調書の書き方の中に彼らの意識構造を発見するため」と動機を語った（のち不起訴となる）。同年4月、「大学は除籍処分を撤回、牧田は自主退学」との形で成蹊大学と和解が成立。同年5月18日、日本テレビの第1回『木島則夫ハプニングショー』にユニットプロ（牧田はここでサイケ調のCMなどの製作を手伝っていた）の一員として出演、木島を新宿コマ劇場前の噴水に投げ込む計画を立てるも未遂に終わる。同年10月6日、背叛社火薬暴発事件が発生。友人が指名手配されたため、牧田も東京を後にして約1年間を関西で放浪。京都の左翼サロン「白樺」に出入りし、京大急進派グループの滝田修や高瀬泰治や田辺繁治と知り合う。同じ頃、永山則夫連続射殺事件の重要容疑者として捜査一課殺人係の訪問を受けるも、真犯人の永山則夫の逮捕により容疑が晴れる。
1969年には京都の立命館大学に乗り込んで民青と闘争を展開。ブントや中核派や全共闘の裏切りに遭って民青から反撃され、田辺繁治と共にリンチを受けた挙句に逮捕されたが、ベ平連を装って釈放された。翌日帰郷し、慈恵医大病院に20日間入院。
1969年12月、「転向祝い」と称して父親関係の会社から資金を集め（出資者は父親、堤清二、竹中工務店、協賛企業ビクターであった）、東京渋谷に現ミヅマアートギャラリー代表三潴末雄と共にライブスペース｢ステーション'70」を設立した、社長を務め、阿部薫、吉沢元治、高柳昌行たちに活動の場を提供、無名時代の三上寛を初めて出演させたのも牧田であった。フーテンの先輩から牧田に紹介された三上寛は、｢ステーション'70」について「店内は、四方の壁が蓄光塗料の真っ白な空間、むき出しの配管類がシルバーに化粧され、透明アクリルの椅子、テーブルとなっていて、一面の壁にはビクターが提供した世界初のマルチテレビ画面が埋め込まれていた」、「サイケデリックアーティストの宮井陸郎氏がプロデュースし、設計工場早田保博が設計した驚くほどモダンな造りだった」、施工が大手ゼネコンの竹中工務店というのも異例である。「日本の『アンダー・グラウンド・ミュージック・シーン』史上において、画期的なライブ空間で、三十年経った今でも、あれほど凝縮されたミュージック・シーンにはこれまでもまだ出会ったことがないと思えるほどだ」、「最初に貰ったギャラの多さに驚いた」と語っている。
1970年秋、｢ステーション'70」が赤字により閉店したため、父親のつてで三菱グループのPR誌の製作を請負う広告会社を設立し社長となったが、1974年9月、大麻所持ならびに吸引で逮捕され、108日間拘留される。この間、同年10月、京都地方公安調査局爆破事件に絡む爆発物取締罰則違反でも逮捕され、懲役1年10月、執行猶予3年の有罪判決を受けて1975年に会社は解散となる。
裁判中の1975年3月、2歳下の女性活動家（東京出身で立命館大学全共闘メンバー）と結婚、同年11月に長男誕生。長野県北安曇郡小谷村千国蕨に転居し、父親の遺産で会員制の民宿「ぐゎらん洞」を経営していたが1978年に別居し、1979年暮に離婚。その後しばらくしてから山小屋の経営を他人に委ねて東京に移住し、荻窪で自然食を販売。この間、1980年から1981年にかけて「共産同遠方から派」と交際。1980年代以降は新右翼に接近。野村秋介との交友も知られており、阿部勉や牛嶋徳太朗、鈴木邦男とも交流があった。
1982年、生協で働いていた29歳の女性と再婚し、「ぐゎらん洞」に復帰。1985年に「ぐゎらん洞」を売却して小樽郊外の原野を坪1000円で買い取り、1ヘクタールのブドウ園を開き、「山猫農場」を名乗って葡萄農家や養鶏業を営み、自家製葡萄で作ったワインを1990年から「山猫ワイン」のオリジナルブランドで販売していた。1985年に長女が誕生。このころ、大繁殖したネズミにより自らの畑のブドウが損害を受けたのは畑付近の小樽市のゴミ処理場が原因であるとし、1991年11月から12月にかけ、小樽市の廃棄物焼却場建設とゴルフ場誘致に抗議して小樽市役所の玄関前にライトバンを停め、ハンストを行う。翌1992年1月6日、小樽市のゴミ行政を批判して同市の廃棄物処理場の入口の市道にトラックを停めて道路を封鎖し、往来妨害の現行犯で逮捕された。同年、風の会の参院選進出に際して阿部勉から立候補を勧められ承諾するも、内部からの反対で立候補を取りやめ、推薦人として風の会に協力。1994年冬、『マルコポーロ』誌の連載「西原理恵子の鳥頭紀行」で西原理恵子や勝谷誠彦の訪問を受ける。「嫁入り修業といえばやっぱり爆弾くらいは作れませんとねえ」との企画だったが、牧田は爆弾の作り方を尋ねられて「ボクは山の工事現場からダイナマイトぬすんでたから作ってないんです」と答えている。
小樽での事業に失敗して離婚した後、2001年から札幌市琴似で居酒屋「KAZE」を経営したが失敗。車上生活を経て大本教に入信し、京都に移住したこともある。
晩年は岐阜県白川郷付近の御母衣ダムのほとりに丸太小屋を借りて自炊生活を送っていた。このころ「1カ月の生活費は7万円、冬場は灯油代がかかるので10万円です」「今年（2008年）3月まで親族から仕送りがあったのですが、ネットに私のブログを載せて、カンパを募ろうと考えています」とも発言している。
2009年7月から長野県の白樺湖畔の観光ホテルに勤務し、ホテルの寮に住み、月給手取り6万円程度で庭仕事を担当していたが、2010年3月に解雇され岐阜市内に転居、一間のアパートで生活保護を受給して暮らすようになった。かねてより糖尿病と心臓病を患い、2010年5月15日に心筋梗塞で緊急入院したが5月22日に脱走して帰宅。2010年6月1日、自宅で病気により亡くなっているのが発見された。本人のブログの最終更新日は2010年5月27日だが、成蹊会の訃報では牧田の死亡日を5月29日と伝えている。

### ピース缶爆弾事件
登山の趣味があった牧田は奥多摩の林道工事現場にダイナマイト庫が存在することに注目し、共産同叛旗派に爆弾闘争を提案。そして1969年9月中旬、牧田ら5人は自動車で奥多摩の工事現場からダイナマイト1箱を盗み出した。同じ頃、牧田は大企業から父に贈られた藤田嗣治のエッチングなど5-6点を自宅から盗み出し、同志の現ミヅマアートギャラリー代表三潴末雄（当時成城大学在学中）の仲介で大手画廊に売却し、200万円の現金を得た。
この200万円とダイナマイトを使い、共産同叛旗派グループの桂木行人（当時東京農工大学在学中）らが爆弾教本『栄養分析表』復刻版などを参考にして爆弾約100個を製造。この爆弾を牧田らが1969年10月21日までに赤軍派中央軍、共産同戦旗派など3つのグループに提供し、京都地方公安調査局爆破事件で使用された他、立命館大学や中央大学で使用され、さらに警視庁第8・第9機動隊宿舎爆破未遂事件やアメリカ文化センター爆破事件が引き起こされた（なお、ピース缶爆弾製造と同じ頃、牧田は吉田喜重監督の映画『煉獄エロイカ』でテロリスト役を演じている）。また、このピース缶爆弾は10・21国際反戦デーにおける街頭戦で赤軍派による自衛隊攻撃に使用されたものの、全てが不発に終わった。これは、爆弾の組立を担当した赤軍派のメンバーが誤って導火線の根元に接着剤をつけ、火がダイナマイトまで届かなかったためである。
その後、警視庁第8・第9機動隊宿舎爆破未遂事件やアメリカ文化センター爆破事件を含む一連の爆弾テロ事件の容疑者として、1973年3月、極左活動家の増淵利行ら18人が起訴されたが、公判継続中の1982年5月、牧田自ら「自分こそが真犯人」と名乗り出たため大騒ぎになった。この時、弁護団の中心人物として牧田に証言させたのが仙谷由人であった。
1983年5月19日、東京地裁は増淵ら統一組被告人たちに全員無罪を言い渡した。判決は増淵らの自白調書の信用性を否定しつつ、一方では"疑いが強く残るが犯罪の証明がない"との判断を示し、また若宮・牧田証言についても「証言内容が大ざっぱだったり不自然な点が多い」と退けた。また、1984年3月22日、東京地裁は分離組の被告人たちにも自白の信用性は認められないとの判断を示し、全員無罪を言い渡した。若宮・牧田証言については「両名がそれぞれの事件に関与している疑いは相当強い」としつつ「全面的には信用し難い」と無罪の根拠には採用しなかった。これに対して東京地検は控訴したが、1985年12月13日、東京高裁が地裁判決を支持し、増淵らの無罪が確定した。一方で、牧田の行為については既に公訴時効が成立していたため、検察は牧田を逮捕起訴することが叶わず、大失態となった。この裁判に関しては、もともと増淵らの被疑事実を裏付ける証拠に決め手が乏しく、検察側の立証にも粗が目立つため、裁判の行方が大いに注目を集めていた。
この「真犯人騒動」の頃、テレビ朝日の番組で牧田にインタビューを行った田原総一朗は「左翼というよりは、むしろ民族派的な体質が感じられた。彼は共産主義でも社会主義でもなく、アナーキスト的色彩はありながら、日本について強く憂えていると、私は感じ取った」「あるいは三菱の"天皇"だった父親への強烈な反発ということもあったのかもしれない」と述べている。

## 家族・親族
母は岩崎小弥太の娘（庶子）で、箱根底倉温泉の老舗旅館「つたや」の経営者沢田鋓義の養女。小弥太は自分の娘の一人を與一郎に娶らしめたとき「浮気をしてもよいという条件でオレの娘を妻にせんか」と言ったとされる。母の養母、すなわち沢田の妻は上総飯野藩第10代藩主・保科正益の三女。従って三菱財閥の3代目総帥・岩崎久弥は吉明の母にとって実父の従兄かつ養母の義兄にあたり、元三菱銀行頭取・田実渉は吉明の母の従姉妹の夫という関係にあたる。従って牧田家は三菱の創業者一族・岩崎家及び三菱と縁の深い田実家と姻戚関係で結ばれている。
次姉和子は早川種三の長男一郎（三菱電機勤務）と結婚。三姉昌枝は広田弘毅の孫の広田弘太郎（三菱商事勤務）と結婚。
三兄・牧田安夫の妻紀美は調所一郎（日本国有鉄道理事中部支社長、鉄道弘済会理事、男爵）の次女で、調所広郷の玄孫。

## 語録
- 「私の思想について、人は、アナキストというが、アナキストかどうか、自分でいったことはない。少なくともマルクス主義者ではない。ただ、田辺（繁治）さんなんかに代表されるような"京大官学左翼"になんらかの落しまえをつけなければならないことだけは、確かです」[5]
- 「冤罪事件でやられたのは、滝田修さんを除いた京大とか東大にはあまりいないんです。やられたのは二、三流の私学でしょ。その人たちが捕まったって、だれも騒いでくれなかった。例えば京大の人はつぶしがきくけど、立命館など二、三流私学の、いつもゲンコツや足に使われた人は、どこで浮かばれるんですか。田辺さんは京大全共闘の幹部だった。そういう人はそれなりの責任の取り方があるでしょう」[37]
- 「私が何やかにやと活動を続けてこられたのは、実家から金を引っ張り出せたからだ、という人もいるかもしれないが、金ってものは、天下の回りもの。何かをするには必要なもの。政治でも何にしても、いろんなところから引っ張り出して来る。私の場合、それが実家から取ったということだろうと思う。そういうことは20歳ぐらいのときから割り切っていた。私は別に倫理運動をしていたわけではありませんから」[5]
- 「確かに大日本帝国は中国や朝鮮で悪いことをしました。でも、ロシアやアメリカやイギリスがやってきたことに対して、少なくとも等価ですよ。中国が周辺国家に対してやってきたことと等価なんです。日本だけが極め付けに悪いわけではない。ところが戦後の日本の左翼は、日本が全面的に悪うございました論ね。日本人の底の底にはそういうことをする悪い根があるから鞭打とう、という一億総懺悔運動に変わってくるわけですよ。津村って野郎（津村喬）は華青闘の中国人学生に向って『俺は中国人にはナグラれても絶対にナグリ返さない』て言ったっていうだな（ママ）。それこそ差別主義だよ」[38]
- （冤罪で起訴された増渕に悪いと思わなかったかとの質問に）「申し訳ないなんて気持ちは全然ないよ。過激派である以上、官憲から弾圧されるのは当たり前のことじゃないの」[23]
- 「10・21でピース缶爆弾が炸裂していれば、機動隊の指揮系統が崩れ、自衛隊が出動していたでしょう。ただ、革命なんてものが成功するはずはなくて、過激派は徹底的に鎮圧され、運動は有終の美を飾ったと思う。そうなっていれば、連合赤軍事件のような陰惨な内ゲバ事件も起こっていなかったでしょう。69年以降は爆弾テロで犠牲者が何人も出て、ピース缶爆弾事件でも冤罪で多くの人が捕まった。僕が真犯人だと名乗り出ようと思ったのは、そうした陰性の時代の気分を変えたいという気持ちがあったんだよ」[23]

## 著書
- 牧田吉明『我が闘争 スニーカーミドルの爆烈弾』山猫書林、1984年4月。 NCID BN04758757。全国書誌番号:85014218。
- 野村秋介、牧田吉明、内藤国夫『時代に反逆する 面白く生きようぜ!』河出書房新社、1988年5月。ISBN 9784309005058。 NCID BN02351646。

## 関連書籍
- 清水一行『燃え盡きる』（1972、徳間書店。1995、集英社文庫）父・牧田與一郎の伝記小説。吉明も登場する。

## 映画出演作
- 『煉獄エロイカ』（1970, 監督:吉田喜重, 現代映画＝日本ATG）

## 脚註・出典